# Marina Orlova (actriz)
Marina Orlova (en ruso: Марина Викторовна Орлова ) es una actriz rusa que ha protagonizado 40 películas y programas de televisión en Moscú, Beijing y Roma. Para las personas de habla rusa es conocida como la Marilyn Monroe rusa. Es considerada una de las 10 jóvenes actrices nacionales más famosas y reconocidas. Reside en Los Ángeles y sigue su carrera en Hollywood. 

## Biografía
Debutó en 1995 en el Teatro de Comedia Musical. Mientras  era estudiante del Instituto de Teatro Boris Shchukin, fue notada por la directora de cine Tatyana Voronetskaya e invitada a protagonizar el melodrama histórico "The Model", el cual participó en el programa de competencia del 18 ° Festival de Cine Kinotavr.
Al año siguiente, fue invitada a interpretar un papel protagonista en la película "Blockhead" (Ohlamon), donde también cantó. Se hizo popular en 2008 después del lanzamiento de la saga familiar "Dear people" en el canal de televisión Rossiya 1, en la que interpretó a Olga. El espectáculo se extendió por otros 200 episodios.
Stanislav Govorujin, quien en ese momento estaba en el proceso de filmar la película "El pasajero", agregó el personaje de Nina Markovna específicamente para Orlova. La película ganó el premio principal "Big Golden Bark" en el festival "Window to Europe" en Vyborg y otros premios. Posteriormente, Orlova protagonizó varias películas de Govorukhin, incluida la película de detectives «Weekend».
En 2014, obtuvo el papel principal en la película de Hollywood "Cuervos blancos". Protagonizó con Eric Roberts la película sobre Frank Sinatra "Frank y Ava". Después de este papel, se convierte en miembro del gremio de actores de Hollywood SAG-AFTRA. Su actuación en el escenario del Gran Palacio del Kremlin con la canción Caruso fue acompañada por una orquesta de Nápoles y el cantante italiano Renzo Arbore.
Durante su carrera cinematográfica, ha interpretado unos 40 papeles en películas, escrito alrededor de 80 canciones, algunas de las cuales se pueden escuchar en las películas donde protagonizó, también es productora de dos películas y guionista de una.
El cortometraje italiano en inglés, "Hello! I'm the producer of Woody Allen" es una producción en la que trabajó como guionista, productora, compositora y actriz. Se estrenó mundialmente en el 69 Festival de Cine de Cannes. Posteriormente, formó parte del programa de competencia del 38 Festival Internacional de Cine de Moscú. Fue reconocido como el mejor cortometraje italiano y ganó el Gran Premio, Leonardo da Vinci Gold Horse, en el Festival Internacional de Cine de Milán.
Fue nombrada embajadora de buena voluntad de la organización benéfica italiana "Maria Diomira", con el apoyo del Vaticano, en un programa para ayudar a los niños de Kenia y la construcción de la escuela de artes.